# Heinrich Sutermeister
Heinrich Sutermeister (Feuerthalen, Suïssa, 12 d'agost de 1910 - Morges, Suïssa, 16 de març de 1995) fou un compositor suís d'òpera del segle xx.
Sutermeister fou alumne de Hans Pfitzner i de Carl Orff i va exercir com a professor en el Conservatori de Hannover (1963-75). Va escriure obres simfòniques, religioses, música de cambra i diversos concerts per a piano, violoncel i clarinet, però són les seves òperes per al teatre, la ràdio i la televisió, les més conegudes i recordades. Normalment utilitzava els seus propis textos, que adaptaven obres de Shakespeare, Dostoievski, Flaubert, Wilde i Stevenson durant els 50 anys que es va dedicar activament a escriure òperes. Entre aquestes últimes, destaquen les òperes Die schwarze Spinne (L'aranya negra) 1935-36; Romeo und Julia, 1940; Die Zauberinsel (L'illa encantada), 1942, Titus Feuerfuchs, 1958 i Madame Bovary, 1967.
Les principals influències en la formació de l'estil de Sutermeister van ser Arthur Honegger, que va ser el primer que el va inspirar a escriure música, i Carl Orff, amb qui va estudiar durant un temps. Va admirar particularment la parella Verdi/Boito a Otello i Falstaff, i també Pelléas et Mélisande de Debussy, en les quals es va inspirar per combinar l'expressió musical i dramàtica a la manera d'aquestes obres mestres. Quan, als anys cinquanta i seixanta, va ser considerat passat de moda, va trobar al seu propi públic amb òperes de televisió molt reeixides.
Sutermeister va néixer a Feuerthalen, al cantó de Schaffhausen. Després d'estudiar filologia a Basilea i París, el 1931 es va dedicar a la musicologia a la Universitat de Basilea. De 1932 a 1934 va assistir a l'Akademie der Tonkunst de Múnic, on va tenir com a professors a Walter Courvoisier, Hans Pfitzner i Carl Orff. Va tornar a Suïssa per treballar durant un any com a repetidor al Teatre Municipal de Berna, abans de convertir-se en compositor a temps complet. La primera obra de Sutermeister, Die schwarze Spinne, amb text d'A. Rosler, va ser escrita per a la ràdio i retransmesa el 1936. Es va realitzar una versió escènica a Sankt-Gallen el 1949. Mentrestant, el ballet Das Dorf unter dem Gletscher es va ballar a Karlsruhe el 1937 i el 1938 va seguir Andreas Gryphius, la primera de les vuit cantates que va escriure, i una de les seves millors obres primerenques.